# Szarlota (województwo pomorskie)
Szarlota (kaszb. Szarłata lub Òsuszno, niem. Charlottenthal) – osada kaszubska na Pojezierzu Kaszubskiem w Polsce położona w województwie pomorskim, w powiecie kościerskim, w gminie Kościerzyna nad jeziorem Osuszyno. Działa tu kilka ośrodków wypoczynkowych. Wieś jest siedzibą sołectwa Szarlota, w którego skład wchodzą również miejscowości Stare Nadleśnictwo, Rybaki i Wierzysko-Leśnictwo. Na południe od miejscowości znajduje się rezerwat ptasi Czapliniec w Wierzysku.
Nieopodal wsi stoi pomnik ku pamięci leśników walczących w czasie II wojny światowej (wzniesiony w 1971).
W latach 1975–1998 miejscowość administracyjnie należała do województwa gdańskiego.

## Historia miejscowości
W roku 1892 mieszkały w Szarlocie 33 osoby, 28 Kaszubów katolików i 5 Niemców ewangelików.